# Melanie Behringer
Pour les articles homonymes, voir Behringer (homonymie).
Melanie Behringer est une footballeuse allemande née le 18 novembre 1985 à Lörrach. Elle évolue au poste de milieu de terrain au Bayern Munich. Elle poursuit une carrière internationale en équipe d'Allemagne de 2005 à 2016.
Melanie a remporté la Coupe du monde féminine 2007 avec l'équipe d'Allemagne.

## Statistique
| Saison                | Club                  | Championnat           | Championnat | Championnat | Coupe(s) nationale(s) | Coupe(s) nationale(s) | Compétition(s) continentale(s) | Compétition(s) continentale(s) | Compétition(s) continentale(s) | Total | Total |
| Saison                | Club                  | Division              | M.          | B.          | M.                    | B.                    | Comp.                          | M.                             | B.                             | M.    | B.    |
| 2003-2004             | SC Fribourg           | Frauen Bundesliga     | 20          | 5           | 0                     | 0                     | -                              | -                              | -                              | 20    | 5     |
| 2004-2005             | SC Fribourg           | Frauen Bundesliga     | 20          | 7           | 0                     | 0                     | -                              | -                              | -                              | 20    | 7     |
| 2005-2006             | SC Fribourg           | Frauen Bundesliga     | 22          | 6           | 0                     | 0                     | -                              | -                              | -                              | 22    | 6     |
| 2006-2007             | SC Fribourg           | Frauen Bundesliga     | 13          | 5           | 0                     | 0                     | -                              | -                              | -                              | 13    | 5     |
| 2007-2008             | SC Fribourg           | Frauen Bundesliga     | 22          | 7           | 0                     | 0                     | -                              | -                              | -                              | 22    | 7     |
| Sous-total            | Sous-total            | Sous-total            | 97          | 30          | 0                     | 0                     | -                              | 0                              | 0                              | 97    | 30    |
| 2008-2009             | Bayern Munich         | Frauen Bundesliga     | 22          | 5           | 0                     | 0                     | -                              | -                              | -                              | 22    | 5     |
| 2009-2010             | Bayern Munich         | Frauen Bundesliga     | 13          | 4           | 0                     | 0                     | WCL                            | 3                              | 2                              | 16    | 6     |
| Sous-total            | Sous-total            | Sous-total            | 35          | 9           | 0                     | 0                     | -                              | 3                              | 2                              | 38    | 11    |
| 2010-2011             | 1. FFC Francfort      | Frauen Bundesliga     | 21          | 6           | 4                     | 1                     | -                              | -                              | -                              | 25    | 7     |
| 2011-2012             | 1. FFC Francfort      | Frauen Bundesliga     | 21          | 4           | 5                     | 0                     | WCL                            | 8                              | 1                              | 34    | 5     |
| 2012-2013             | 1. FFC Francfort      | Frauen Bundesliga     | 18          | 2           | 1                     | 0                     | -                              | -                              | -                              | 19    | 2     |
| 2013-2014             | 1. FFC Francfort      | Frauen Bundesliga     | 22          | 5           | 5                     | 1                     | -                              | -                              | -                              | 27    | 6     |
| Sous-total            | Sous-total            | Sous-total            | 82          | 17          | 15                    | 2                     | -                              | 8                              | 1                              | 105   | 20    |
| 2014-2015             | Bayern Munich         | Frauen Bundesliga     | 20          | 5           | 3                     | 0                     | -                              | -                              | -                              | 23    | 5     |
| 2015-2016             | Bayern Munich         | Frauen Bundesliga     | 21          | 7           | 4                     | 1                     | WCL                            | 2                              | 1                              | 27    | 9     |
| 2016-2017             | Bayern Munich         | Frauen Bundesliga     | 20          | 5           | 1                     | 0                     | WCL                            | 5                              | 1                              | 26    | 6     |
| 2017-2018             | Bayern Munich         | Frauen Bundesliga     | 18          | 4           | 4                     | 0                     | WCL                            | 2                              | 0                              | 24    | 4     |
| 2018-2019             | Bayern Munich         | Frauen Bundesliga     | 0           | 0           | 0                     | 0                     | WCL                            | 0                              | 0                              | 0     | 0     |
| Sous-total            | Sous-total            | Sous-total            | 79          | 21          | 12                    | 1                     | -                              | 9                              | 2                              | 100   | 24    |
| Total sur la carrière | Total sur la carrière | Total sur la carrière | 293         | 77          | 27                    | 3                     | -                              | 20                             | 5                              | 340   | 85    |

## Palmarès

### En club
- Championne d'Allemagne en 2015 et 2016 (Bayern Munich)
- Vice-championne d'Allemagne en 2009 et 2017 (Bayern Munich) ; en 2011 (1. FFC Francfort)
- Vainqueur de la Coupe d'Allemagne en 2011 et 2014 (1. FFC Francfort)
- Finaliste de la Coupe d'Allemagne en 2012 (1. FFC Francfort)
- Finaliste de la Ligue des champions en 2012 (1. FFC Francfort)

### En sélection
- Championne du monde en 2007.
- Championne d'Europe en 2009 et 2013.
- Vainqueur de l'Algarve Cup en 2006, 2012 et 2014
- Vainqueur des Jeux olympiques d'été de 2016 (et meilleure buteuse du tournoi)
- Vainqueur de la Coupe du monde des moins de 19 ans en 2004 avec l'équipe d'Allemagne -19 ans
- Finaliste du Championnat d'Europe des moins de 19 ans en 2004 avec l'équipe d'Allemagne -19 ans

## Statistiques en sélections
- 123 sélections (34 buts) en équipe d'Allemagne
- 9 sélections (3 buts) en équipe d'Allemagne -21 ans
- 30 sélections (9 buts) en équipe d'Allemagne -19 ans